# Waldomiro de Xangô
Waldomiro Costa Pinto, (13 de dezembro de 1928 – 21 de fevereiro de 2007), conhecido como Waldomiro de Xangô ou simplesmente Baiano, apelido que ganhou no Rio de Janeiro em razão da sua origem baiana: Waldomiro foi iniciado pelo babalorixá Cristóvão de Ogum, filho de santo de Dona Maria da Paixão, também conhecida por Maria de Oloroke. Dona Maria e seu marido, Tio Firmo ou Baba Erufa, ambos ex-escravos, foram os fundadores do Axé Oloroke, tradicional terreiro da nação Efon em Salvador, Bahia.  Tornou-se um dos principais difusores do candomblé da matriz Ketu nas cidades do Rio de Janeiro e São Paulo a partir da década de 1980.
Era um babalaô-orixás (Babalorixá que é ao mesmo tempo um babalaô) mais antigos do Brasil.
Conhecido também como Baiano de Xangô, fundou na década de 1940 o Ilê Babá Ogum Megegê Axé Baru Lepé (casa de candomblé de Xangô), conhecida também por terreiro de Santo Antonio dos Pobres ou mais popularmente entre os adeptos da religião como o terreiro do Parque Fluminense, na Baixada fluminense, cidade do Rio de Janeiro. Atualmente o terreiro encontra-se em processo de tombamento pelo Ministério da Cultura. Após o falecimento de Waldomiro de Xangô, seu neto Sandro de Oxaguiã foi empossado como sucessor do terreiro do Parque Fluminense.